# Étienne Lenoir (constructor de instrumentos)
Étienne Lenoir (1 de marzo de 1744-18 de agosto de 1832) fue un fabricante de instrumentos científicos francés, inventor del círculo repetidor.

## Semblanza
Cuando Jean-Charles de Borda lo contrató alrededor de 1772 para trabajar en la mejora de los círculos de reflexión, Lenoir tenía unos treinta años y era casi analfabeto. Sin embargo, su inteligencia y genio mecánico le permitieron realizar un trabajo que pocas personas más podían realizar por entonces. Desempeñó un papel importante en las mejoras del círculo de reflexión y luego usó esta experiencia para inventar el círculo repetidor. Como resultado de este trabajo, se hizo conocido como el fabricante preeminente de instrumentos para astronomía, navegación y agrimensura en Francia.
En 1787, el rey de Francia lo nombró "ingeniero certificado del rey". Creó los instrumentos utilizados en todos los principales proyectos topográficos franceses geodésicos, que también se emplearon en las principales expediciones navales de la época.
Trabajó principalmente para la Commission des Poids et Mesures (Comisión de Pesos y Medidas) después de 1792 y para la Commission du Meter (Comisión del Metro creada para la determinación de la unidad métrica de longitud, el metro). Para estas comisiones, produjo los instrumentos utilizados para medir el arco de meridiano y creó las reglas graduadas de platino utilizadas en las mediciones de referencia. En 1793, hizo y firmó el metro estándar provisional fabricado con latón. Así mismo, inventó un comparador para la medida del metro estándar definitivo.
Lenoir también fue miembro de la Commission temporaire des Arts (1793-1794). Fue nombrado miembro del Bureau des Longitudes en 1814 y recibió la Legión de Honor.
Su hijo, Paul-Etienne Lenoir, siguió sus pasos, y se hizo cargo del taller de su padre alrededor de 1815, y continuó su trabajo después de la muerte de Lenoir senior en 1832, a los 88 años de edad.

## Reconocimientos
- La Roca Lenoir en la Antártida lleva el nombre de Étienne Lenoir.